# Hahn (Hunsrück)
Hahn este o comună din zona muntelui Hunsrück din landul Renania-Palatinat, Germania.

## Transport
- Aeroportul Frankfurt-Hahn